# Claes Claesz. Wou

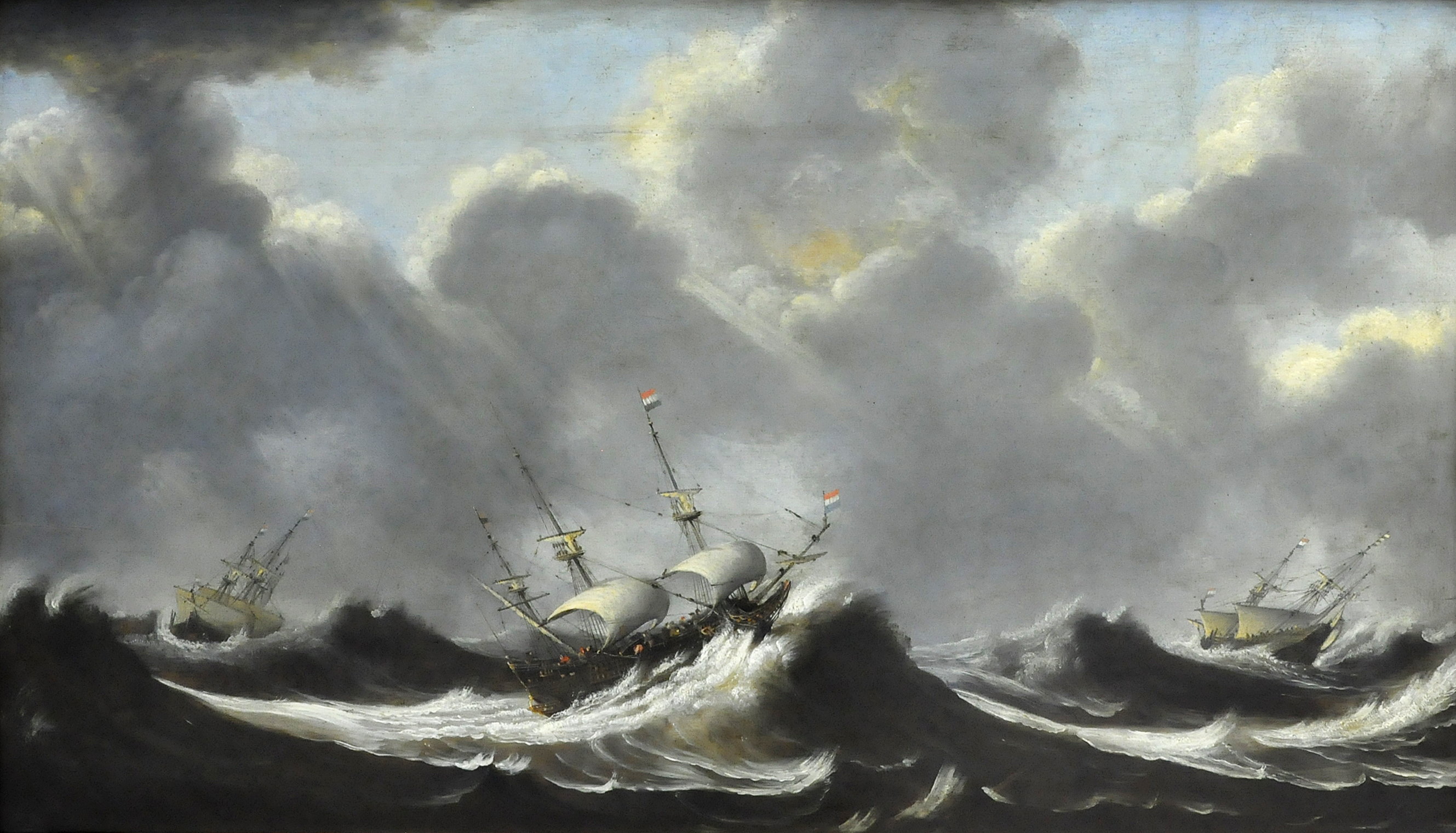
Schepen in een storm in het Szépművészeti Múzeum

Claes Claesz. Wou (Amsterdam, ca. 1592 - aldaar, 15 mei 1665) (ook Claes Claesz. van Wou genoemd) was een Nederlands kunstschilder uit de barokperiode. Hij schilderde voornamelijk marines.

## Biografie
Naast schilder was Wou ook een waard in 't Groene Woudt in Buitenveldert, later woonde hij op de Prinsengracht in de buurt van de Laurierstraat. Naar verluidt was Wou erg populair bij zijn kunstvrienden, de schilder en tapper Wou had bij zijn overlijden vele schuldenaars onder zijn collega's.
Wou wordt beschouwd als de mogelijke leermeester van Jan Abrahamsz. van Beerstraten, eveneens een schilder van marines.

## Werk
Wou was gespecialiseerd in stormachtige zeeën, waarbij hij een lage horizon schilderde en in een grijze monochrome. Zijn werk lijkt te zijn geïnspireerd op het werk van Jan Porcellis.

## Galerij

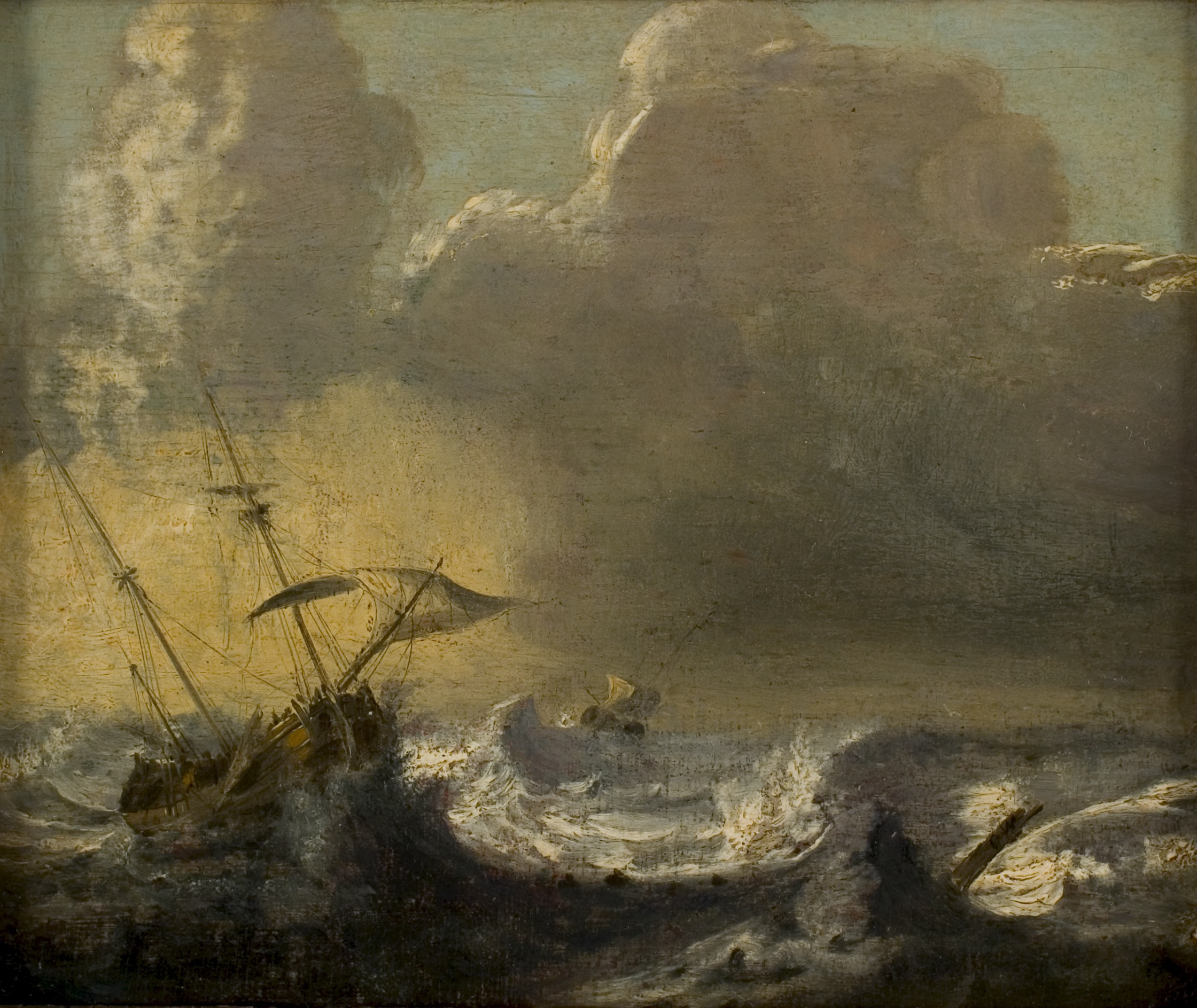
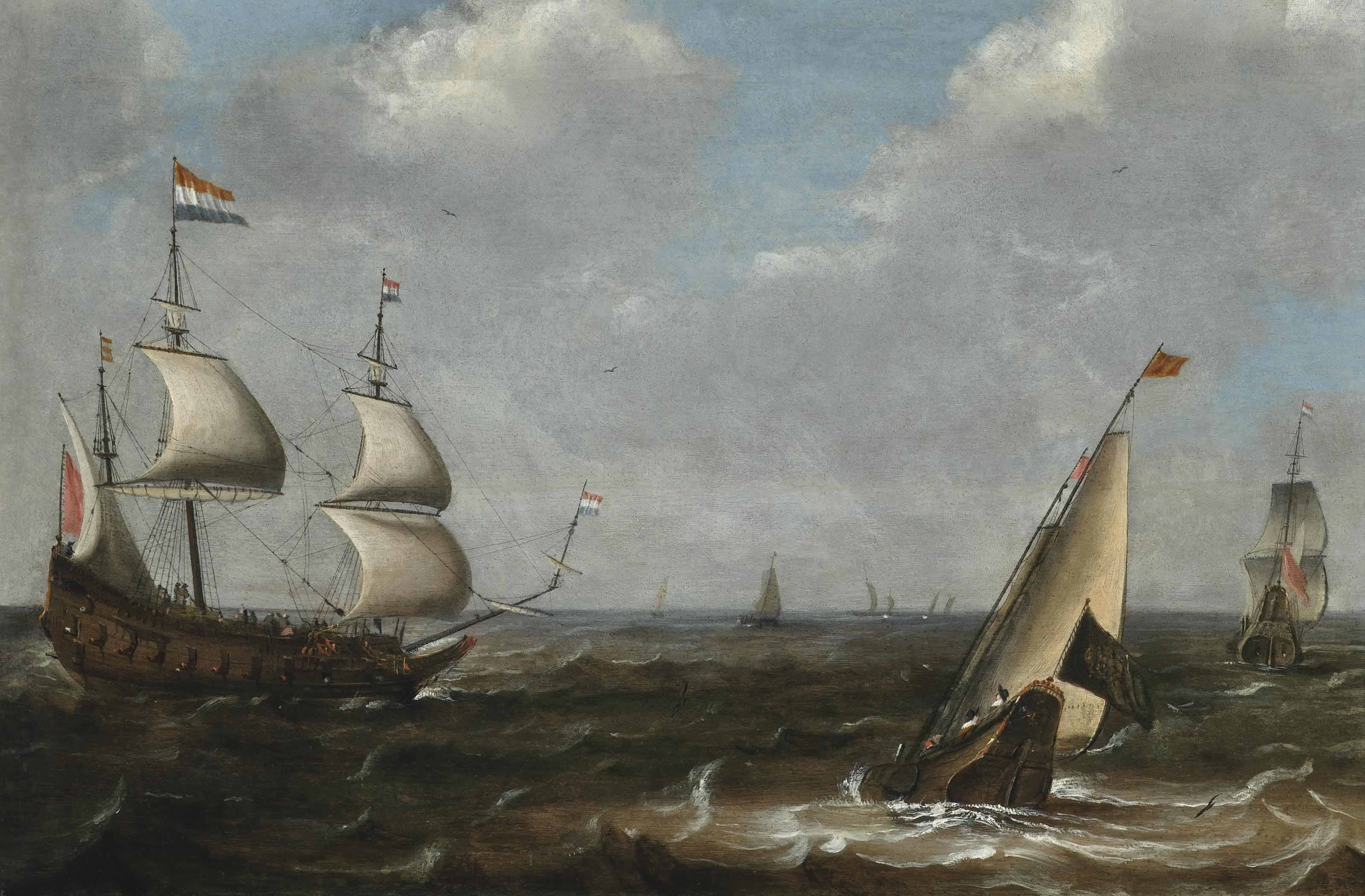
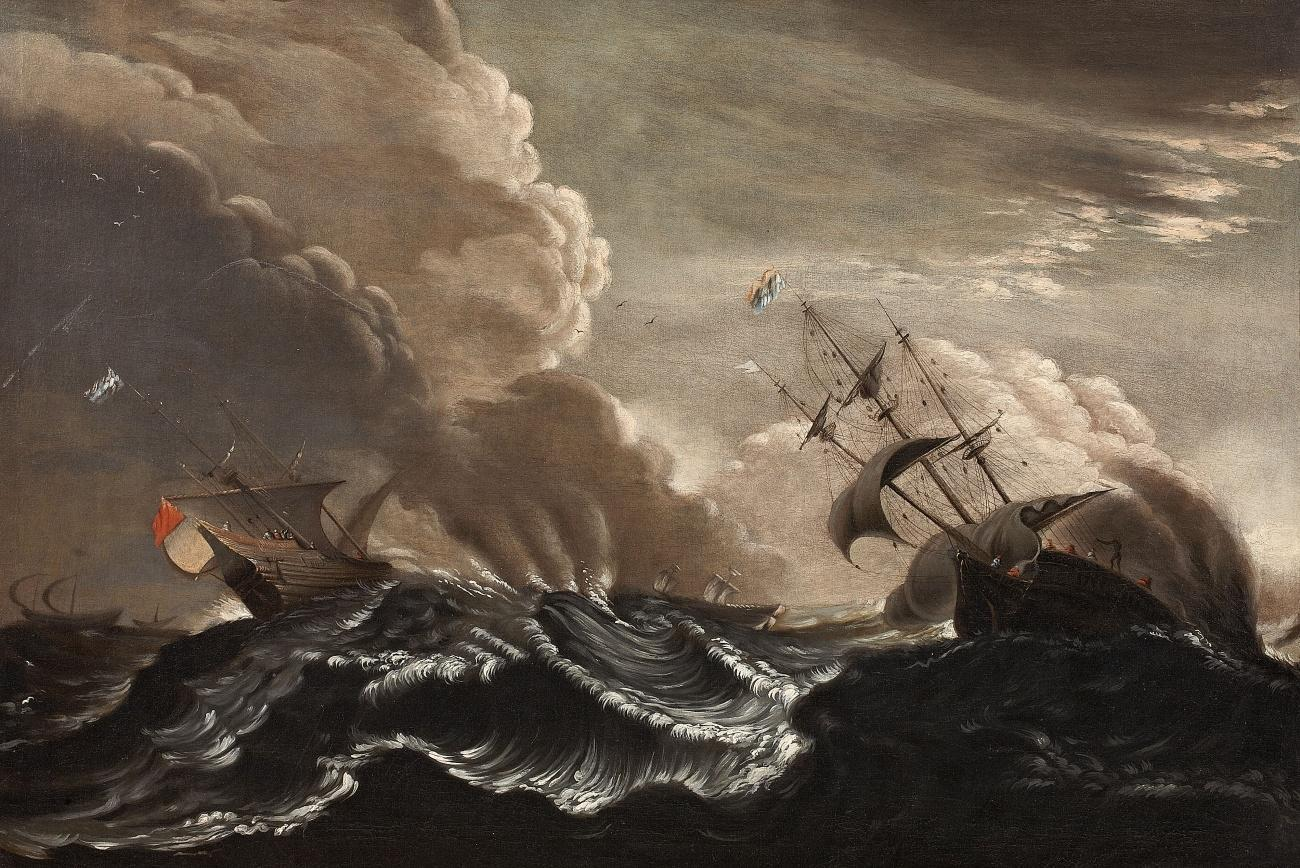